# Церковщина
Церко́вщина (укр. Церковщина) — историческая местность на территории Голосеевского района города Киева. Церковщина (Вольный) располагается между Пироговым, Голосеевым, Феофанией и южными границами района. Название свидетельствует о преобладании в этой местности церковных построек. 

## История местности
Некогда Церковщина находилась на старой Обуховской дороге и служила форпостом города. Тут люди чувствовали себя вольно, свободно, раскрепощенно, а за несение сторожевой службы на пограничной полосе они были избавлены от уплаты податей и других повинностей. Отсюда и второе название местности — хутор Вольный. 
Во времена Древнерусского государства на Церковщине был сооружен Гнилецкий монастырь, впоследствии ставший Пречистенским. 
Сохранились пещеры монастыря, относящиеся к XI—XII векам. Комплекс подземелий, во многих местах обвалившихся, некогда представлял собой не менее грандиозное рукотворное произведение, чем аналогичные объекты Киево-Печерской лавры.